# Родионов, Дмитрий Гаврилович
Дмитрий Гаврилович Родионов (1906, Починки, Лукояновский уезд, Нижегородская губерния, Российская империя — 1972, Москва) — начальник управления МГБ Ленинградской области, генерал-лейтенант (1945).

## Биография
Родился в крестьянской семье, работал на сельскохозяйственных работах, был переписчиком уездного народного суда, продавцом в магазине потребсоюза, буфетчиком в столовой. Затем был делопроизводителем и секретарём народного суда. С 1926 по 1931 на работе в милиции (рядовой милиционер, инспектор уголовного розыска), с 1931 по 1938 на работе в Экономическом отделе полномочного представительства ОГПУ — Управления НКВД по Горьковской области, с 1938 начальник Управления НКВД по Горьковской области. В этом же году становится членом ВКП(б). С июня 1938 в центральном аппарате НКВД по экономической линии, с 1941 по 1943 заместитель начальника Экономического управления НКВД СССР, с 1943 по 1946 заместитель начальника Второго управления НКГБ-МГБ СССР. Являлся заместителем начальника Экономического управления МГБ СССР. С июня 1946 по апрель 1949 — начальник Управления МГБ Ленинградской области, с 1949 в аппарате МГБ-МВД СССР. В конце 1951 назначен начальником управления милиции Ташкента. С 24 марта 1953 заместитель начальника 4-го управления МВД СССР. В июне 1954 уволен из органов МВД СССР по болезни.
Похоронен на Староходненском кладбище в городе Химки Московской области.

## Звания
- Младший лейтенант ГБ (23 марта 1936 г.);
- Лейтенант ГБ (5 августа 1938 г.);
- Старший лейтенант ГБ (7 июня 1939 г.);
- Капитан ГБ (14 марта 1940 г.);
- Майор ГБ (12 июля 1941 г.);
- Комиссар ГБ (14 февраля 1943 г.);
- Комиссар ГБ 3-го ранга (2 июля 1945 г.);
- Генерал-лейтенант (9 июля 1945 г.).

## Награды
2 ордена Красного Знамени (8 марта 1944 г., 25 июля 1949 г.), ордена Кутузова II степени (31 мая 1945 г.), Трудового Красного Знамени (3 июня 1942 г.), 2 ордена Красной Звезды (20 сентября 1943 г., 3 ноября 1944 г.), орден «Знак почёта» (26 апреля 1940 г.), нагрудный знак «Заслуженный работник НКВД» (4 февраля 1942 г.), 4 медали.